# Mathias Fjellman (1885–1947)
Mathias Fjellman, född den 27 november 1885 i Västerås, död den 1 december 1947 i Uppsala, var en svensk militär. Han var brorson till den äldre Mathias Fjellman och bror till Georg Fjellman.
Fjellman blev löjtnant vid Västmanlands regemente 1909 och kapten där 1919, vid Norrbottens regemente 1928. Han befordrades till major i armén 1929, vid regementet 1932, och till överstelöjtnant 1935, vid Upplands regemente 1936. Fjellman var befälhavare i Uppsala försvarsområde 1942–1946. Efter att 1940 ha överflyttats till regementets reserv blev han överste i Fjärde militärområdets reserv 1946. Fjellman blev riddare av Svärdsorden 1927. Han vilar på Östra kyrkogården i Västerås.